# Correio Mercantil

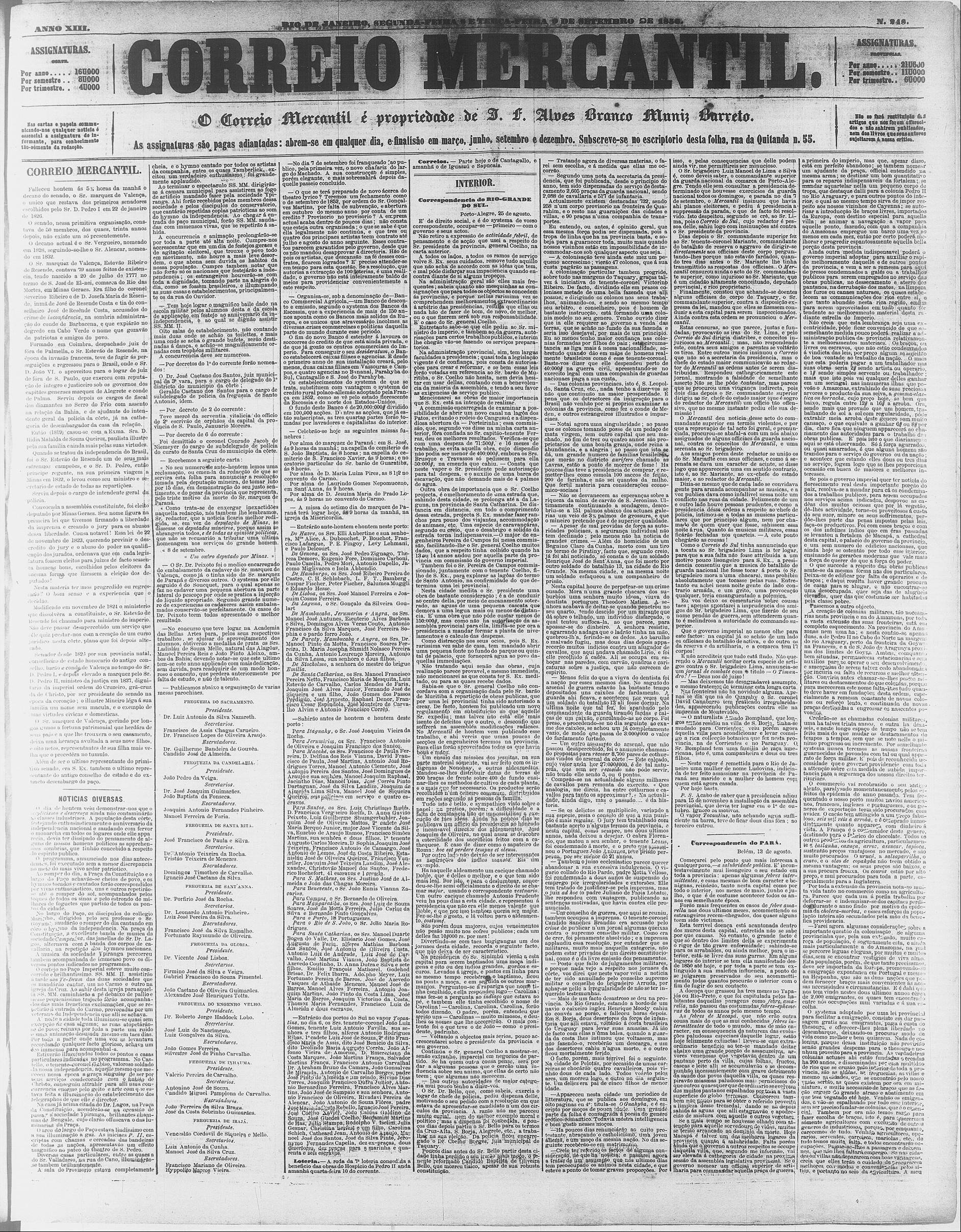
Edição do Correio Mercantil de 9 de setembro de 1856

Correio Mercantil foi um importante jornal do Rio de Janeiro que recebia crônicas de nomes como Machado de Assis (em seu início de carreira), Francisco Otaviano, João Simões Lopes Neto, José de Alencar e Manuel Antônio de Almeida. O jornal também tinha uma seção para folhetins, que eram muito populares na época, que abrigava romances europeus traduzidos e romances brasileiros inéditos. O jornal era a favor do abolicionismo e divulgava cartas, artigos e entrevistas em relação ao assunto.